# Nishimura Shigenaga
Nishimura Shigenaga (西村重長?; Edo, 1697 – 1756) è stato un pittore e incisore giapponese, rappresentante del genere ukiyo-e.

## Biografia

"Bambino che gioca con un acquario", circa 1720

Aveva come nomi d'arte Eikado o Senkado Hyakuju, questo però meno usato. Aveva possedimenti in Aburachō ed aprì una libreria nella zona di Kanda, attiva almeno dal 1729.
La sua arte risentì almeno nei primi anni l'influenza di Torii Kiyonobu I, ma non è certo che egli ne sia stato un allievo. Successivamente il suo stile verrà influenzato da Okumura Masanobu. La sua produzione fu molto eclettica, accogliendo sempre i nuovi stili e tecniche nell'arte della stampa.
Alla sua epoca venne considerato tra i massimi esponenti della sua arte, mentre le generazioni successive ne ridimensionarono l'importanza. Fu maestro di moltissimi artisti, come Tanaka Masunobu, Suzuki Harunobu, Ishikawa Toyonobu, Isoda Koryūsai, Kitao Shigemasa, Utagawa Toyoharu, Nishimura Shigenobu. e Tomikawa Fusanobu.